# Ramon Galceran I de Pinós
Ramon Galceran I de Pinós (nascut abans del 1164 — mort després del 1211) fou un noble, senyor (1196-circa 1211) de les baronies i castells de Pinós, Vallmanya, Tàrrega, Josa, Talteüll, Albesa, Fórnols, Llevança, Gaià i Llo.
Fill de Galceran III de Pinós i de Berenguera va pertànyer a la cúria d'Alfons I el Cast, almenys vers el 1194. Juntament amb el germà Berenguer de Pinós, empenyorà al Monestir de Santes Creus la lleuda i el peatge de Puigcerdà (1185), que els havien estat concedits en remuneració de la guarda del camí que passava per Bagà. El 1211 donà al Temple els seus drets sobre els habitants del Berguedà, llevat dels drets militars.

## Núpcies i descendència
Es casà amb Berenguera o Brunisenda. Tingueren 4 fills:
- Galceran IV de Pinós hereu a la baronia de Pinós.
- Elisenda de Pinós casada amb Berenguer de Saportella.
- Arsenda de Pinós casada amb Dalmau V de Rocabertí vescomte de Rocabertí.
- Toda de Pinós casada amb Arnau Roger I comte de Pallars Sobirà.